# Алаколь
Алако́ль (каз. Алакөл, от ала көл — яркое, разноцветное озеро) — горько-солёное бессточное озеро Казахстана, расположенное на Балхаш-Алакольской низменности, что находится на границе Абайской и Жетысуской областей, в восточной части Балхаш-Алакольской котловины в юго-восточном Казахстане. К юго-востоку от озера располагается перевал Джунгарские ворота. Известно как «лечебное озеро».
На западном берегу озера находятся курортные посёлки Акши и Коктума (примерно в 60 км от казахстанско-китайской границы). Примерно в 15 км восточнее Кабанбая расположен бальнеологический курорт Барлык-Арасан с центром реабилитации для космонавтов «Дорожник». С северо-востока к берегу прилегает песчаная пустошь Бармаккум, но и на её окраинах имеются минеральные источники.

## Название
В период с XII по XIX вв. озеро имело несколько названий: Турге-Нор (с монг. мост-озеро), Алактагол, Алатениз, Алакта.

## История
Во времена правления Тимура говорили, что с этого озера «собака не будет пить» (в переводе «Ит-Ичмес»), так как один литр воды содержит 8 грамм соли. Кимаки (IX—XI вв) называли это озеро Гаган по имени города, находившегося на месте пос. Коктума.

## Гидрография
Расположено в полупустынной зоне на востоке Балхаш-Алакольской котловины, на высоте 343 метров близ угольного месторождения. Вытянуто с запада на восток, площадь (с островами) — 2696 км², длина — 104 км, максимальная ширина — 52 км, глубина — до 54 м, объём воды — 58,56 км³. Годовые колебания уровня составляют 1,2 м. Ледостав продолжается с января по апрель. Купальный сезон длится около 3,5 месяцев (с июня до середины сентября). Вода имеет хлоридно-натриевый состав.
Впадают реки Уржар, Катынсу, Емелькуйса, Жаманоткель и Жаманты. Алаколь и мелководные озёра Кошкарколь, Сасыкколь и Жаланашколь образуют озёрную систему, площадь бассейна которой составляет до 55 тыс. км². В водах Алаколя повышенное содержание фтора и брома.
Согласно одной из научных гипотез, на месте ряда озёр в ранние геологические эпохи существовало единое обширное озеро. Гипотеза базируется на данных геологического бурения, которое обнаружило озёрные осадки в ныне сухих областях, окружающих озёра.

## Острова
1. Аралтобинские острова:
  1. Кішкене аралтөбе[каз.] (148,0 га)
  2. Средний Аралтобе (23,0 га)
  3. Үлкен Аралтөбе[каз.] (2 119,0 га)[6]
2. Острова Каракум
3. о-ва Кандыарал-кум
4. о-ва Чубар-Тюбек
5. Писки
6. Белкудук

## Реки
Постоянные
- Урджар
- Катынсу
- Эмель

Итого: 86 % притока.
Временные
- Жаманутколь
- Ргайты с. оз. Жаланашколь
- Жаманты

Итого: 14 % притока.

## Протоки

### Из озераСасыкколь
- Женишкесу
- Есинкину
- Урджар

### Из оз.Кошкарколь
- Уялы

## Флора и фауна
В составе зоопланктона до 80 видов. Ведётся промысел маринки, губача (пёстрый губач), окуня, судака, леща и сазана. В прибрежной зоне много птиц (бакланы, лебеди, пеликаны, чайки, цапли и другие).

## Транспортные пути
По юго-западному берегу проложена стратегическая железнодорожная магистраль Казахстан — Китай, которая является частью широтной трансконтинентальной железной дороги, соединяющей атлантическое побережье Евразии на западе и побережье Тихого океана на востоке. Пограничный переход расположен между станцией Достык Казахстанских железных дорог на северо-западе и станцией Алашанькоу Ланьчжоу-Синьцзянской железной дороги. Параллельно также проложена стратегическая автомобильная дорога.
Плохая ситуация с дорогой до Алаколя решается ускоренными темпами. Из года в год сдаются полностью переделанные участки дорог. В 2017 году был завершен ремонт участка трассы Алматы — Талдыкорган. Участок дороги от Таскескена до поворота на Кабанбай был закончен в 2015 году, сейчас там хорошая дорога. В 2019 году начинается капитальный ремонт участка Ушарал — Достык, осенью 2018 года частично подготовлены объезды ремонтируемого участка дороги.
С 2018 года благодаря государственной программе субсидирования, направленной на развитие внутреннего туризма, близлежащие аэропорты Ушарал и Урджар принимают прямые авиарейсы из Алматы и Астаны.

## Туризм
В течение 15 лет на озере Алаколь пытаются развивать туризм. Появляются новые зоны отдыха и пансионаты, что позволяет организовать отдых по разным запросам и средствам. Тем не менее, сопутствующая инфраструктура ещё не в полной мере развита. Уровень сервиса ещё недостаточный. Вне зон отдыха сложно чем-то заняться. Список мест, куда можно было бы поехать на экскурсию, ограничен несколькими объектами, среди которых Джунгарские ворота и автомобильный переезд «чёртов мост», озеро Жаланашколь.
Играет роль и удаленность озера от больших городов. Дорога от Алматы автобусом или автомобилем занимает 9—10 часов. На дорогу до станции Коктума специальным чартерным поездом, который курсирует в сезон с июня по август, требуется 16 часов.

## Лечебные свойства
Воды озера относятся к бальнеологическим, имеют повышенное содержание радона.